# Поиск (фильм, 1967)
«Поиск» — советский чёрно-белый художественный фильм 1967 года, снятый на Одесской киностудии режиссёрами Евгением Хринюком, Константином Жуком и Игорем Старковым.
Премьера состоялась 22 июля 1968 года.

## Сюжет
Молодой архитектор Северин Середа после долгих лет отсутствия решает отправиться к тяжело больному отцу, который умирает по его прибытию. По встрече с его второй семьей, Северин узнаёт о доброте и благородстве отца, решая помочь его семье и продолжить его дело.

## В ролях
- Владимир Корецкий — Северин
- Людмила Черепанова — Женя
- Раиса Куркина — Галина
- Лев Прыгунов — Юра
- Борис Зайденберг — Чеботарь
- Юрий Гусев — Толяш
- Виктор Чекмарёв — Игорь Михайлович
- Екатерина Васильева — Нора
- Валентина Беляева — Ольга Сергеевна
- Юрий Величко — Алексей Алексеевич
- Елена Вольская — Колоскова
- Родион Александров
- Арсений Барский
- Екатерина Гущина
- Любовь Калюжная
- Пантелеймон Крымов
- Людмила Пенязик
- Георгий Рыбаков
- Иван Савкин
- Сергей Сибель
- Александр Пороховщиков
- Света Нагорная
- Валерий Зубарев
- Юра Иванов
- Игорь Иванов

## Съёмочная группа
- Автор сценария: Евгений Хринюк
- Режиссёры-постановщики: Евгений Хринюк, Константин Жук, Игорь Старков
- Оператор-постановщик: Вадим Костроменко
- Художники-постановщики: Юрий Горобец, Владимир Коровин
- Композитор: Леонид Афанасьев
- Звукооператор: Эдуард Гончаренко
- Режиссёр: Г. Чернышова
- Оператор: В. Бородай
- Монтаж: Надежда Яворская
- Гримёр: Павел Орленко
- Ассистенты режиссёра: Г. Фёдорова, А. Пискунов
- Ассистент оператора: Владимир Брегеда
- Ассистент художника: Валентин Гидулянов
- Автор текста песни: Леонид Куксо
- Консультант: А. Гончаров
- Редактор: Евгения Рудых
- Директор картины: Раиса Федина
- Эстрадный оркестр под управлением Владимира Терлицкого и Государственный симфонический оркестр кинематографии, дирижёр Давид Штильман